# کریستوفر اولسن
کریستوفر اولسن (انگلیسی: Christopher Olsen؛ زادهٔ ۱۹ سپتامبر ۱۹۴۶) یک هنرپیشه اهل ایالات متحده آمریکا است.
از فیلم‌ها یا برنامه‌های تلویزیونی که وی در آن نقش داشته است می‌توان به مردی که زیاد می‌دانست و فراتر از واقع اشاره کرد.